# Ashok Kondabolu
Ashok Kumar Kondabolu (nacido el 5 de abril de 1985), también conocido por su nombre artístico Dapwell (o Dap), es un actor, escritor y personalidad de Internet estadounidense de Queens, Nueva York. Graduado de la Escuela Secundaria Stuyvesant en Manhattan, Kondabolu fue conocido por ser miembro del influyente grupo de rap con sede en Nueva York Das Racist. Kondabolu anunció que lanzará su propio material en solitario.
Rolling Stone describió a Ashok como "el personaje de Nueva York parecido a Joe Gould inyectado con la adrenalina creativa del periodista gonzo Hunter S Thompson y la rudeza grosera del escritor Charles Bukowski". Con la ruptura de Das Racist en diciembre de 2012, Kondabolu declaró que centraría su atención en su programa de televisión y radio, cocreado con su amigo, el rapero Despot, llamado Chillin' Island.
Es el hermano menor del comediante Hari Kondabolu, con quien dirige el programa en vivo semirregular Untitled Kondabolu Brothers Project, así como el Untitled Kondabolu Brothers Podcast. Kondabolu creó y protagonizó el programa de variedades centrado en la ciudad de Nueva York Hey, How Ya Doin? que se emitió en BRIC en 2018.
La primera temporada de Chillin Island, protagonizada por Kondabolu, Despot y Lakutis, se estrenó en HBO y HBO Max el 17 de diciembre de 2021